# الصم زائد
يُشار إلى الأفراد الصم وضعاف السمع ذوي الإعاقات الإضافية باسم " الصم بلس " أو "الصم+". يمكن أيضًا الإشارة إلى الأطفال الصم الذين يعانون من إعاقة واحدة أو أكثر على أنهم يعانون من فقدان السمع بالإضافة إلى إعاقات إضافية أو الصمم والتنوع (DAD). يعاني حوالي 40-50% من الأطفال الصم من إعاقة واحدة أو أكثر إضافية، مع كون صعوبات التعلم، والإعاقات الذهنية، واضطراب طيف التوحد (ASD)، وضعف البصر هي الإعاقات الأربع الأكثر مصاحبة. يعاني حوالي 7-8% من الأطفال الصم من صعوبات التعلم. يستخدم الأفراد الصم والبكم طرقًا لغوية مختلفة لتناسب احتياجاتهم في التواصل بشكل أفضل.

## الإعاقات

### المتلازمات الوراثية

#### متلازمة آشر
متلازمة آشر هي الحالة الأكثر شيوعًا التي تسبب الصمم والعمى، حيث تمثل حوالي 50٪ من حالات الصمم والعمى الوراثي. متلازمة آشر تحدث بسبب طفرة جينية.

#### متلازمة تشارج
متلازمة تشارج هي متلازمة نادرة، وتنتج عن اضطراب وراثي. يأتي الاختصار من السمات المرتبطة بمتلازمة تشارج والتي هي كما يلي: C- ثلم في العين، H- عيوب القلب، A- تضيق القناة الأنفية، R- تأخر النمو و/أو التطور، G- تشوهات تناسلية و/أو بولية، وE- تشوهات الأذن والصمم.

#### متلازمة جولدنهار
متلازمة جولدنهار هي عيب خلقي وراثي يؤثر على نمو الفك السفلي والأذنين والحنك الرخو والأنف والشفة.

### العدوى الأمومية
ومن المعروف أن متلازمة الحصبة الألمانية الخلقية، وفيروس تضخم الخلايا، وداء المقوسات تسبب الصمم أو مضاعفات أكثر شدة عند الأطفال أثناء الحمل.

### الاضطرابات الخلقية
تُعرف الاضطرابات الخلقية على أنها مجموعة من الحالات الموجودة عند الولادة أو قبلها ويمكن أن تكون ناجمة عن التركيب الجيني الذي ورثه الآباء، أو العدوى أثناء الحمل، أو العيوب الخلقية.

#### الشلل الدماغي
الشلل الدماغي هو أحد الإعاقات الأكثر شيوعًا التي تؤثر على التطور الحركي، ويحدث في حوالي 1-4 من كل 1000 طفل. ومن بين هؤلاء الأطفال، سيعاني حوالي 15-25% منهم من شكل من أشكال فقدان السمع، والذي يتراوح من الخفيف إلى العميق. يُعتبر الصمم والشلل الدماغي من الحالات المرتبطة ببعضها البعض لأنهما يحدثان معًا بشكل شائع. كلا الإعاقتين لهما عوامل خطر مماثلة تسببها، مثل الولادة المبكرة، والالتهابات، والتشوهات الجينية. من بين المصابين بالشلل الدماغي، يحدث فقدان السمع الثنائي في أغلب الأحيان، ولكن وجد أن أولئك الذين يعانون من فقدان السمع من جانب واحد يميلون إلى أن يكون لديهم شدة أكبر من فقدان السمع في الأذن المصابة. بشكل عام، يتعلم الأفراد الصم لغة الإشارة من أجل التواصل مع الآخرين؛ ومع ذلك، بسبب القيود الحركية التي تأتي مع الإصابة بالشلل الدماغي، قد يكون هذا صعبًا. لا يزال من الممكن استخدام تعليمات لغة الإشارة مع التكنولوجيا المساعدة كحل للتغلب على أي صعوبات في الفعل الجسدي للإشارة. ومن بين الطرق الإضافية للتواصل واللغة التي يجب تقديمها للأشخاص المصابين بالشلل الدماغي هي العلاج النطقي والتواصل المعزز والبديل (AAC).

#### متلازمة داون
يُشخص حوالي 15-20% من الأطفال حديثي الولادة المصابين بمتلازمة داون أيضًا بدرجة ما من فقدان السمع الخلقي. يعاني الأطفال المصابون بمتلازمة داون عادةً من التهاب الأذن الصمغي، والذي قد يؤدي إلى التهابات في الأذن، وقد يسبب فقدان السمع. الأذن الصمغية هي حالة يمتلئ فيها الجزء الأوسط من الأذن خلف طبلة الأذن بالسوائل.

### اضطراب طيف التوحد
يعاني ثلاثة بالمائة، أو واحد من كل 59 طفلاً من الصم من اضطراب طيف التوحد (ASD). متوسط عمر تشخيص اضطراب طيف التوحد لدى الأطفال الذين يسمعون هو 56 شهرًا، ولكن بالنسبة للأطفال الصم فإن متوسط العمر هو 66.5 شهرًا. توجد عوامل تشخيصية متداخلة لكل من فقدان السمع والتوحد، والتي تشمل: تأخير اللغة، وصعوبة في أداء اللغة، وتأخر نظرية العقل، والفشل في الاستجابة للاسم (السمعي)، وصعوبات اللغة البراجماتية. يمكن أن تختلف صعوبات اللغة بسبب نمط لغات الإشارة مقارنة باللغات المنطوقة: وجدت إحدى الدراسات أن الأطفال المصابين بالتوحد الذين يستخدمون لغة الإشارة الأصلية لم يعكسوا الضمائر، ولكن وجدت دراسة أخرى أن المصابين بالتوحد كانوا أكثر عرضة لإنتاج إشارات ذات اتجاه راحة اليد المعكوس، مما يعني أنهم يوقعون عليها بالطريقة التي يرونها موجهة إليهم. تشمل المخاوف الطبية المصاحبة للأطفال المصابين باضطراب طيف التوحد الإعاقات الذهنية في 50-75%، والنوبات في 25-30%، واضطرابات النوم، وصعوبات الجهاز الهضمي في 16-85%، واضطراب الأكل بيكا.

### الإعاقات الحسية

#### الصمم والعمى
الصمم والعمى هو حالة يمكن أن تكون خلقية أو مكتسبة. يعاني 87% من الأطفال والشباب الصم والبكم من إعاقة إضافية واحدة على الأقل، بينما يعاني 43% منهم من أربع إعاقات أو أكثر. 50% من حالات الصمم والعمى ناجمة عن متلازمة آشر.

### صعوبات التعلم
يميل الأفراد الصم وضعاف السمع الذين يعانون أيضًا من صعوبات التعلم إلى أن يُشخصوا في وقت لاحق من حياتهم بسبب الاعتقاد الخاطئ بأن صعوبات التعلم التي يواجهونها ترجع إلى فقدان السمع لديهم. عند تشخيص صعوبات التعلم لدى فرد يعاني من فقدان السمع، من المهم التمييز بين ما إذا كانت صعوبات الإنجاز ناجمة عن مشكلة في الإدراك أو المعالجة. تتداخل العديد من أسباب فقدان السمع مع أسباب تطور صعوبات التعلم، مثل نقص الأكسجين، والولادة المبكرة، وغيرها، مما يجعلها أكثر عرضة للحدوث معًا. يمكن تقليل تأخير اللغة الناجم عن صعوبات التعلم من خلال التدخل التعليمي المبكر، ولكن ضعف السمع يجعل هذه العملية صعبة ويعزز تأخير اللغة بشكل أكبر.

#### عسر القراءة
يُعتقد أن 10% من الأفراد الصم يعانون من عُسر القراءة، وهو ما يعادل حوالي 25% من الأفراد المصابين بعسر القراءة. بالنسبة لأولئك الذين يعانون من فقدان السمع الخفيف إلى المتوسط، فإن صعوبات القراءة تزداد سوءًا في الفصول الدراسية ذات الضوضاء الخلفية لأنها تزيد من صعوباتهم في إدراك أصوات الكلام. يؤثر كل من عسر القراءة وفقدان السمع على المعالجة اللفظية في اللغات المنطوقة؛ ومع ذلك، لا يقتصر عسر القراءة على قضايا المعالجة الصوتية. يمكن أن يشمل عسر القراءة أيضًا مكونات بصرية وإدراكية أساسية، مما يجعل اكتساب القراءة أكثر صعوبة بالنسبة لأولئك الذين يعانون من فقدان السمع.
إحدى الطرق لمكافحة هذه الصعوبة المرتبطة بفقدان السمع وصعوبات التعلم هي استخدام سماعة أذن أو زراعة قوقعة، حيث تسمح لهم بمكافحة أي مشاكل سمعية مرتبطة بصعوبات التعلم لديهم، ولكنها قد لا تكون فعالة إذا كانت إعاقتهم ناجمة عن عوامل أخرى مثل المكونات البصرية.

### إعاقات صحية أخرى (OHI)

#### اضطراب نقص الانتباه وفرط النشاط
يُقدر إجمالي عدد الأطفال المصابين باضطراب نقص الانتباه وفرط النشاط (ADHD) بنحو 7.2 في المائة، ومع ذلك فإن انتشار الأطفال الصم يتراوح من 3.5 إلى 38.7 في المائة. تكهن بعض الباحثين بأن عدم الانتباه والاندفاع وفرط النشاط المرتبط باضطراب نقص الانتباه وفرط الحركة لدى الأطفال الصم قد يكون مجرد استراتيجية تكيفية للوصول إلى المعلومات في بيئة تعتمد على السمع.

## لغة
يستخدم الأفراد الصم والبكم مجموعة متنوعة من خيارات اللغة مثل اللغة المنطوقة ولغة الإشارة والتواصل المعزز والبديل (AAC). يمكن للأفراد الصم أيضًا استخدام تعبيرات غير رمزية مثل تعبيرات الوجه والإيماءات وحركات الجسم.
وفقًا للتتبع المستمر في مترو أتلانتا، فإن الإعاقة التنموية الأكثر شيوعًا التي تحدث مع فقدان السمع هي الإعاقة الذهنية (23٪)، تليها الشلل الدماغي (10٪)، واضطراب طيف التوحد (7٪)، و/أو ضعف البصر (5٪). قد يكون فقدان السمع مرتبطًا أيضًا بعدد من المتلازمات. أظهرت دراسة أجراها معهد جالوديت للأبحاث في الفترة من 1999 إلى 2012 أن المدارس المخصصة للصم في جميع الولايات بها ما بين 40 إلى 50 في المائة من الطلاب ذوي الإعاقات الإضافية.
في عام 2015، أفاد 264 معلمًا للطلاب الصم أنهم لم يتلقوا تدريبًا خاصًا بالإعاقة لاضطراب نقص الانتباه وفرط النشاط/اضطراب نقص الانتباه (35٪)، واضطراب طيف التوحد (73٪)، واضطراب السلوك العاطفي (58٪)، والإعاقة الفكرية (51٪)، وصعوبات التعلم (37٪)، وضعف البصر (61٪).